# トランスコード
トランスコード（Transcode）とは、デジタル映像をアナログ信号にデコードしないでデジタル信号のまま再エンコードする技術である。トランスコードするものをトランスコーダという。例えば、ビットレートが15Mbpsのデジタル映像をデコード・再エンコードしないで8Mbpsにするといった作業である。
トランスコードは動画データの変換前後の動画圧縮コードが同種の場合に限って、解像度を下げたり、フレーム間予測情報を少ない演算で不可逆圧縮するなどの方法で動画データのサイズを小さくすることが中心になる。
広い意味でのトランスコード
狭義にトランスコードといえば、上記のように同種の動画圧縮技術でのビットレートや解像度の縮小を指すが、場合によっては本来の「動画コードの変換」と言う意味で、元のデジタル動画データをデコードによって圧縮を解除した後、改めて再エンコードによって目的の別種の動画圧縮コードや縦横の解像度、ビットレートに変換するといった作業を広義にトランスコードと呼ぶ場合もある。こういった異った動画圧縮コード間での変換の場合には、高速変換や画質劣化の最小化は期待できない。
現在
2008年現在では、PC内部で画像出力を司るGPUチップとそのドライバソフトにトランスコード支援機能を備えるものがある。
地上波デジタルTVやBlu-ray Discに代表されるHDTVの一般化によって家電映像機器にも録画容量の最適化や携帯情報機器へのダビング用途といった狭義と広義の両方でトランスコードの利用が拡大している。また、Digital Living Network Alliance (DLNA) サーバでは、動画や音楽などのコンテンツを多様なクライアントで再生できるよう、コンテンツをクライアントで再生可能なフォーマットにトランスコードして配信する。

## （狭義の）トランスコード機能を搭載しているソフト
- Compressor
- HandBrake
- DVD Shrink
- TMPGEnc Authoring Works
- CloneDVD
- DVD Copy Platinum
- Pandora DVD Pro